# Blood and Fire

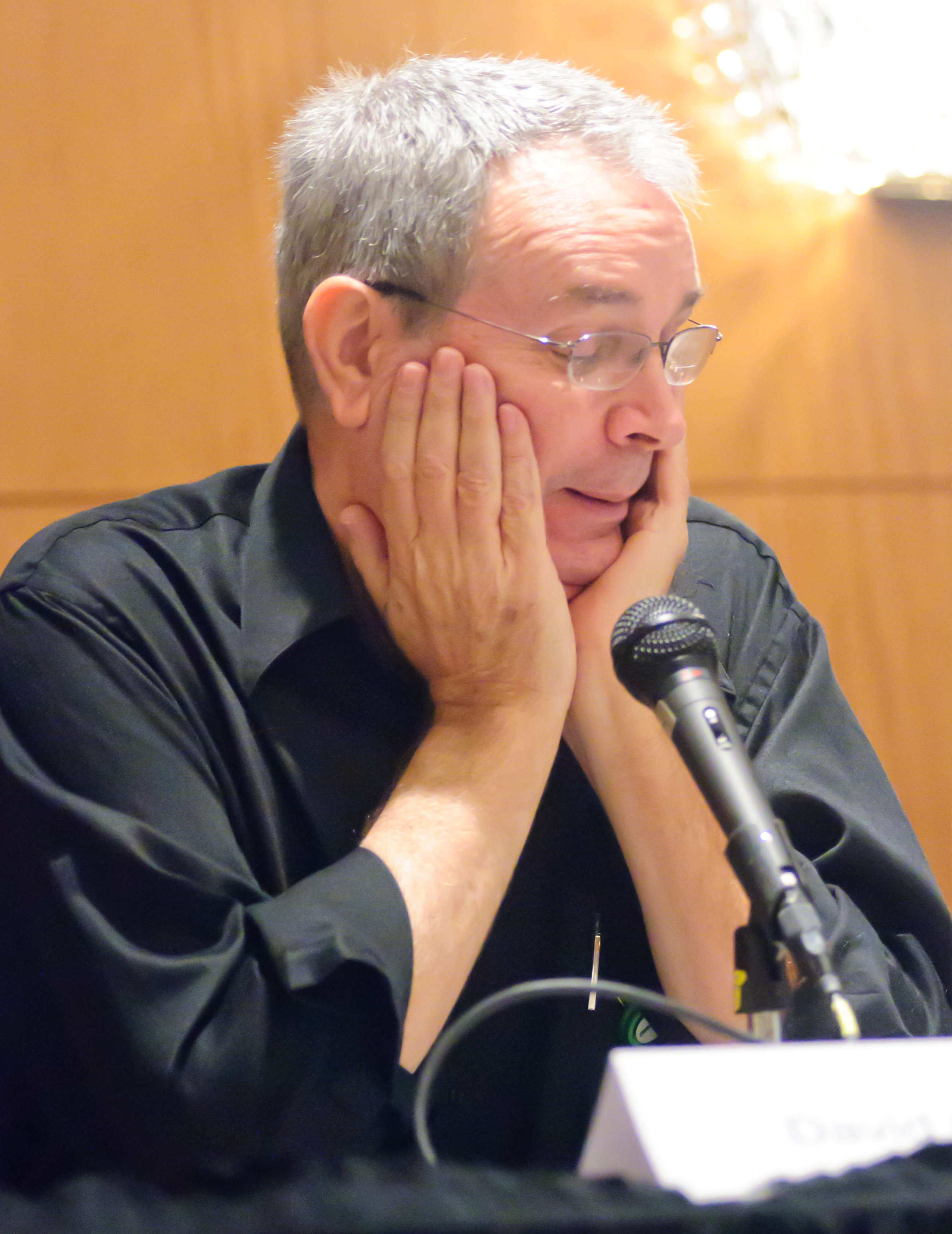
David Gerrold på DragonCon 2010. Gerrold lämnade Star Trek: The Next Generation under den andra säsongen efter problem med produktionen av "Blood and Fire".

"Blood and Fire" är ett avsnitt skrivet av David Gerrold och avsett för TV-serien Star Trek: The Next Generation. Manuskriptet beställdes och skrevs, men producerades inte. Herbert Wright omarbetade manuset med namnet "Blood and Ice", men inte heller det producerades.
Efter att ha lämnat serien skrevs avsnittet om av Gerrold till en roman.
Med Gerrolds tillåtelse anpassades manuset av Carlos Pedraza för fanserien Star Trek: New Voyages. Gerrold skrev sedan det sista utkastet och regisserade avsnittet där Denise Crosby gästskådespelade som Dr. Jenna Yar (äldre släkting till Tasha Yar som Crosby spelade i The Next Generation).

## Handling
I det ursprungliga manuset upptäcker besättningen på Enterprise-D ett övergivet rymdskepp vars besättning har avlidit av "Regulan bloodworms". Dessa varelser är mycket farliga och den som smittas kan dö inom några timmar. Det skepp eller den rymdstation som smittas av dem måste steriliseras och/eller förstöras enligt rymdflottans instruktioner.
"Regulan bloodworms" nämns i dialog i Star Trek: The Original Series men förklaras inte förrän i detta avsnitt. I "Blood and Fire" utgör de en metafor för AIDS.
Gerrold har senare sagt att hans avsikt även var att beröra allmänhetens rädsla för att donera blod och att han i avsnittets mellantext ville inkludera en uppmaning till tittare att donera blod via Röda korset.

## Öppet homosexuella karaktärer
Manuset har uppmärksammats för att det, om det hade producerats säsongen 1988–1989, skulle ha blivit det första avsnittet i Star Treks historia som visat två öppet homosexuella besättningsmän.

## Andra avsnitt med liknande tema
Flera år senare, 2002, bad Viacom, ägaren av TV-nätverket UPN där Enterprise sändes, alla sina program med författade manus att någon gång under säsongen 2002–2003 producera ett avsnitt som på något sätt handlade om AIDS/HIV-pandemin. Star Trek: Enterprise producerade en AIDS-allegori med avsnittet "Stigma". I avsnittet avslöjas att T'Pol har ådragit sig den degenerativa sjukdomen "Pa'nar Syndrome" efter en så kallad "mind meld".